# Souris de coton
Peromyscus gossypinus
Espèce
Statut de conservation UICN

 LC  : Préoccupation mineure
La Souris de coton (Peromyscus gossypinus) est une espèce de rongeurs de la famille des Cricétidés.

## Répartition et habitat
On la trouve dans le sud des États-Unis. Elle vit dans les forêts tempérées, les marais et les hammocks.